# Cheval aux États-Unis
Le cheval aux États-Unis (anglais : horse), introduit depuis le Mexique à la fin du XVIe siècle, puis sur la côte Est quelques années plus tard, a connu une remarquable croissance de ses effectifs au cours de la seconde moitié du XXe siècle. Les États-Unis comptent dans les années 2010 plus de dix millions de chevaux, après s'être imposés comme l'un des principaux acteurs économiques du monde équestre. La plupart des chevaux américains sont destinés au travail de ranch et à l'équitation de loisir. Le secteur du sport hippique est également très présent, sous l'influence initiale des colons anglais. Les éleveurs américains conduisent une sélection très poussée. Plusieurs dizaines de races sont sélectionnées pour leur caractère, leur type, leurs allures et leur couleur de robe, et facilement exportées pour les plus populaires d'entre elles, telles que les Quarter Horse, Appaloosa et Paint Horse. 
Culturellement, l'Ouest américain est devenu indissociable de la figure du cow-boy, de l'Amérindien cavalier et de celle du Mustang, importants protagonistes des films western.

## Histoire
Des fossiles de chevaux sauvages datant de la Préhistoire ont été retrouvées sur tout le continent américain. En particulier, des restes d'Eohippus datés de l'Éocène ont été extraites du bassin de la rivière Wind, dans l'actuel Wyoming. Le cheval d'Hagerman (Equus simplicidens), retrouvé à Hagerman dans l'Idaho et daté du Pliocène tardif, est considéré comme le plus lointain ancêtre commun du genre Equus,. Il a existé trois lignées d'équidés génétiquement divergentes en Amérique du Nord et du Sud, au Pléistocène,. Tous les fossiles nord-américains de chevaux de type caballin, dont le cheval domestique et le cheval de Przewalski appartiennent à la même espèce : E. ferus. Les restes attribués à diverses espèces et regroupés sous le nom de Equus francisci appartiennent à une seconde espèce qui était endémique à l'Amérique du Nord,.
Le cheval disparaît environ 10 000 ans av. J.C., bien qu'il existe une survie démontrée de chevaux dans le Yukon jusqu'environ 5 700 ans avant notre ère. Plusieurs explications contradictoires ont été proposées, notamment un changement climatique, bien que la transition de la végétation de la steppe à la toundra en Béringie ait pu être une conséquence, plutôt qu'une cause, de l'extinction des brouteurs mégafauniques. L'autre hypothèse suggère que l'extinction du cheval soit liée à la surexploitation des proies indigènes par les êtres humains nouvellement arrivés, car elle est à peu près simultanée avec la fin de la plus récente avancée glaciaire et l'apparition de la culture Clovis de chasse au gros gibier.
L'espèce domestique Equus caballus est réintroduite par des explorateurs et des colons européens sous sa forme domestique, à partir de la fin du XVe siècle, : cela rend l'histoire du cheval en Amérique du Nord indissociable de celle de la colonisation européenne des Amériques et de celle des Amérindiens aux États-Unis.

### Premières arrivées par le Mexique

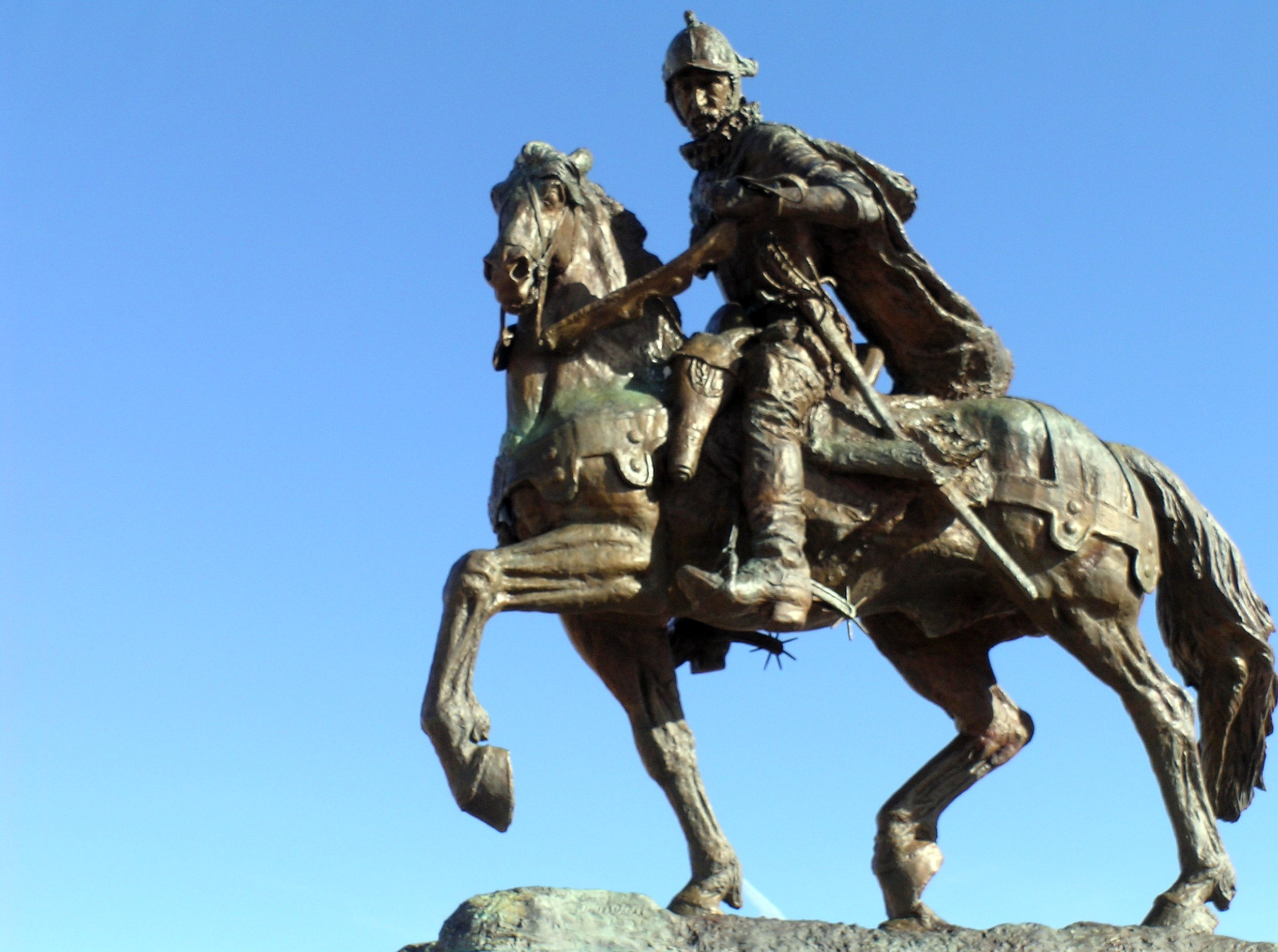
Statue équestre de Juan de Oñate.

La date exacte d'arrivée du cheval domestique eurasien sur le territoire des actuels États-Unis reste controversée, les sources relatives aux premières expéditions espagnoles parvenues de la Floride jusqu'aux Grandes Plaines ne laissant pas supposer la présence de chevaux survivants parmi elles. Quoi qu'il en soit, les premiers chevaux sont arrivés avec des explorateurs espagnols sur le territoire des actuels États-Unis, à partir de celui du Mexique.
Le récit d'expédition de Luis de Moscoso Alvarado (en) laisse supposer la survie de quatre ou cinq chevaux abandonnés dans les plaines, sans certitude que les Amérindiens les aient laissés en vie. Ces chevaux sont souvent décrits comme les ancêtres des Mustangs. En 1582, d'après le récit de voyage d'Antonio de Espejo, les Amérindiens des plaines ne connaissent pas les chevaux, et voient en eux des êtres surnaturels. Juan de Oñate signale la même méconnaissance vers 1595, lorsqu'il colonise le Nouveau-Mexique. Aussi, le zoologiste Ángel Cabrera attribue à Oñate l'introduction du cheval dans le sud-ouest des actuels États-Unis. L'arrivée de troupeaux entiers dans un contexte d'antagonisme entre les Amérindiens des plaines et les colons européens entraîne le retour de nombreux chevaux à l'état sauvage, puis leur multiplication, donnant peu à peu les populations de Mustangs du Nouveau-Mexique, du Texas et du Mississipi. La faible présence humaine à l'Ouest des États-Unis permet aux Mustangs d'y vivre de façon pratiquement inchangée jusqu'au milieu du XIXe siècle. Leurs principales menaces sont les loups, les ours, les pumas, puis l'être humain.

### Premières arrivées par la côte Est
Alors que les Espagnols établissaient déjà des ranchs dans le Nouveau-Mexique, les Anglais commençaient tout juste à tenter de coloniser la côte est des États-Unis. La première tentative (échouée) d'introduction du cheval domestique sur la côte Est remonte à l'établissement de la colonie de Roanoke en 1587, financée par Sir Walter Raleigh. Il faut ensuite attendre 1609 pour que deux étalons et six juments anglais arrivent à Jamestown, dans l'actuelle Virginie. L'élevage du cheval s'implante et prospère rapidement, permettant de répondre aux besoins des propriétaires de plantations et de l'armée locale. En 1670, la Virginie est capable de lever sur place une armée de 8 000 cavaliers. 
D'autres colonies s'implantent plus au nord, recevant également des chevaux en provenance d'Angleterre ou d'Irlande. Les puritains reçoivent en 1626 six ou sept juments ainsi qu'un étalon anglais, puis six navires débarquent en Nouvelle-Angleterre la même année, avec des chevaux. La plupart de ces chevaux anglais sont probablement des animaux de voyage allant l'amble. D'autres débarquements sur la côte Est voient arriver des chevaux flamands, danois et Hollandais, à La Nouvelle-Amsterdam. Quelques chevaux antillais de type espagnol, importés en Virginie, influencent également le cheptel.

### Amérindiens des plaines

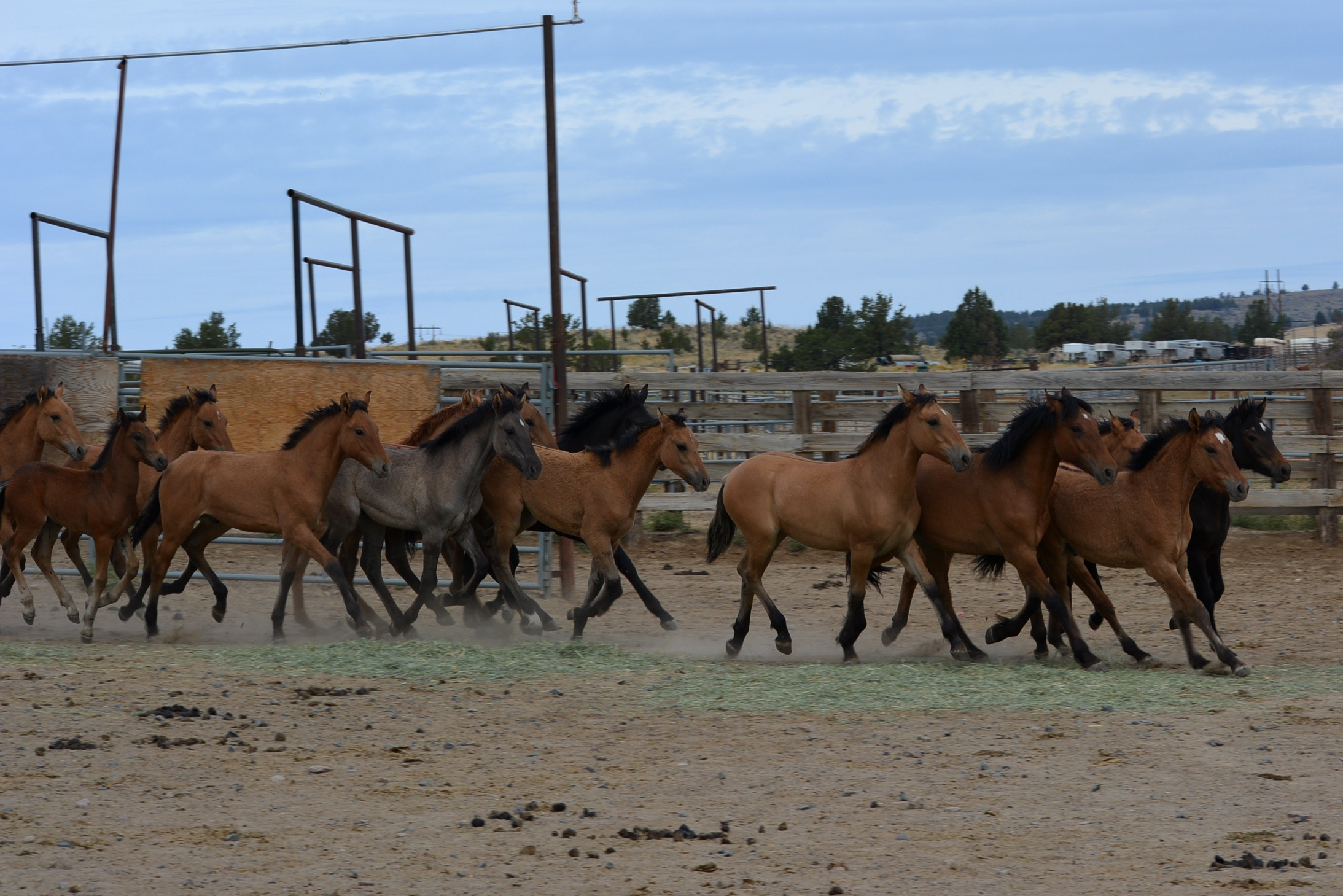
Harde de Kiger Mustang dans l'Oregon.

Il existe plusieurs théories relatives à la manière sont les Indiens des Plaines ont obtenu et élevé leurs premiers chevaux, jusqu'à devenir un peuple cavalier réputé. Le manque de recherches sur le sujet avant le XXe siècle, et l'absence de témoignages écrits directs, ont donné lieu à de multiples représentations erronées, et parfois contradictoires.
Ils ont probablement obtenu leurs premiers chevaux des Espagnols, mais la capture précoce de chevaux errants au cours du XVIe siècle est peu probable, en raison de la nécessité d'acquérir simultanément les compétences permettant de les monter et de les gérer. Si l'anthropologue Francis Haines estime en 1938 qu'il est peu probable que les Amérindiens aient obtenu des chevaux en nombre significatif pour devenir un peuple cavalier avant 1630, cette estimation a été corrigée et réfutée en 2023 grâce à des analyses archéologiques et un séquençage d’ADN ancien, qui prouve que les Autochtones des plaines américaines ont utilisé des chevaux dès le début du XVIIe siècle, soit longtemps avant l'établissement permanent d'Européens dans cette région, en accord avec leurs traditions orales.
À partir d'un centre de commerce dans la région de Santa Fe, au Nouveau-Mexique, le cheval s'est lentement répandu vers le nord. Le peuple Comanche est parmi les premières tribus à obtenir des chevaux et à les utiliser avec succès. En 1742, des explorateurs blancs signalent que les Crows et les Pieds-Noirs ont des chevaux, probablement depuis longtemps. Le cheval s'intègre totalement à la vie et à la culture des Indiens des Plaines, devenant une source de richesse en permettant la chasse, le voyage et la guerre.

### Premières sélections de races

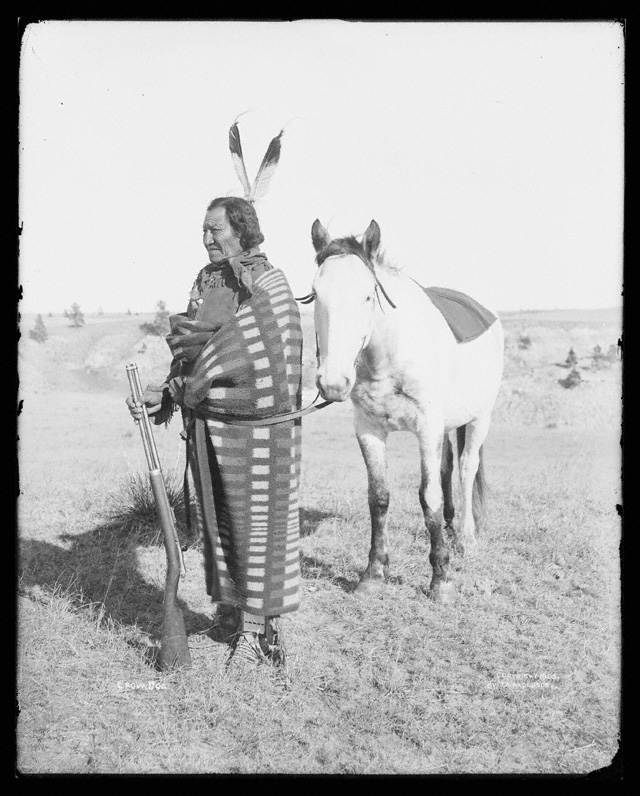
Crow Dog, amérindien, dans le Nebraska en 1898.

Les Indiens des Plaines sélectionnent parmi les chevaux perdus des colons européens le Cayuse, ou Indian pony.
Le Pur-sang, à peine caractérisé comme une race séparée en Angleterre, est exporté vers l'Amérique du Nord et arrive sur l'actuel territoire américain dès les années 1750. Une particularité locale est la recherche de chevaux capables d'être attelés, plutôt que montés, ce qui explique que le Pur-sang n'ait pas immédiatement rencontré le même succès qu'en Angleterre. Par ailleurs, les chevaux trotteurs et ambleurs sont beaucoup plus valorisés.
À partir du cheptel hétérogène débarqué sur la côte est, deux races sont peu à peu sélectionnées au XVIIIe siècle, le Conestoga et le Narragansett Pacer, ou ambleur de Narragansett. La sélection du Conestoga découle de la recherche d'un cheval de travail fort, et de l'interdiction d'élever de petits chevaux en Pennsylvanie (en 1724, il est interdit d'élever un cheval mesurant moins de 1,42 m). Il est le premier véritable cheval de trait sélectionné aux États-Unis. Le Narragansett est un cheval de voyage au pas rapide. Tous deux ont disparu au cours du XIXe siècle.
Le Morgan est la plus ancienne race de chevaux sélectionnée aux États-Unis qui existe encore de nos jours. Bien que d'origine plus ancienne, ils accèdent à leur propre registre en 1894. La race Morgan a la particularité de descendre d'un seul étalon nommé Figure, qui a vécu dans le Vermont à la fin des années 1790 et s'est fait connaître sous le nom de son premier propriétaire, Justin Morgan.

### AuXIXesiècle
Dans les villes américaines, les chevaux transportent des personnes en tractant des calèches et des véhicules de transports publics. Ils sont utilisés pour le transport de marchandises et pour l'agriculture. Dans certains cas, leur travail est jugé plus efficace que l'utilisation de matériel à vapeur pour alimenter certains types d'équipements mécanisés. 
Les mauvais traitements infligés aux chevaux dans des villes telles que New York, où plus de 130 000 chevaux sont utilisés au milieu du XIXe siècle, conduisent à la création de la première American Society for the Prevention of Cruelty to Animals (ASPCA) en 1866.

### AuXXesiècle

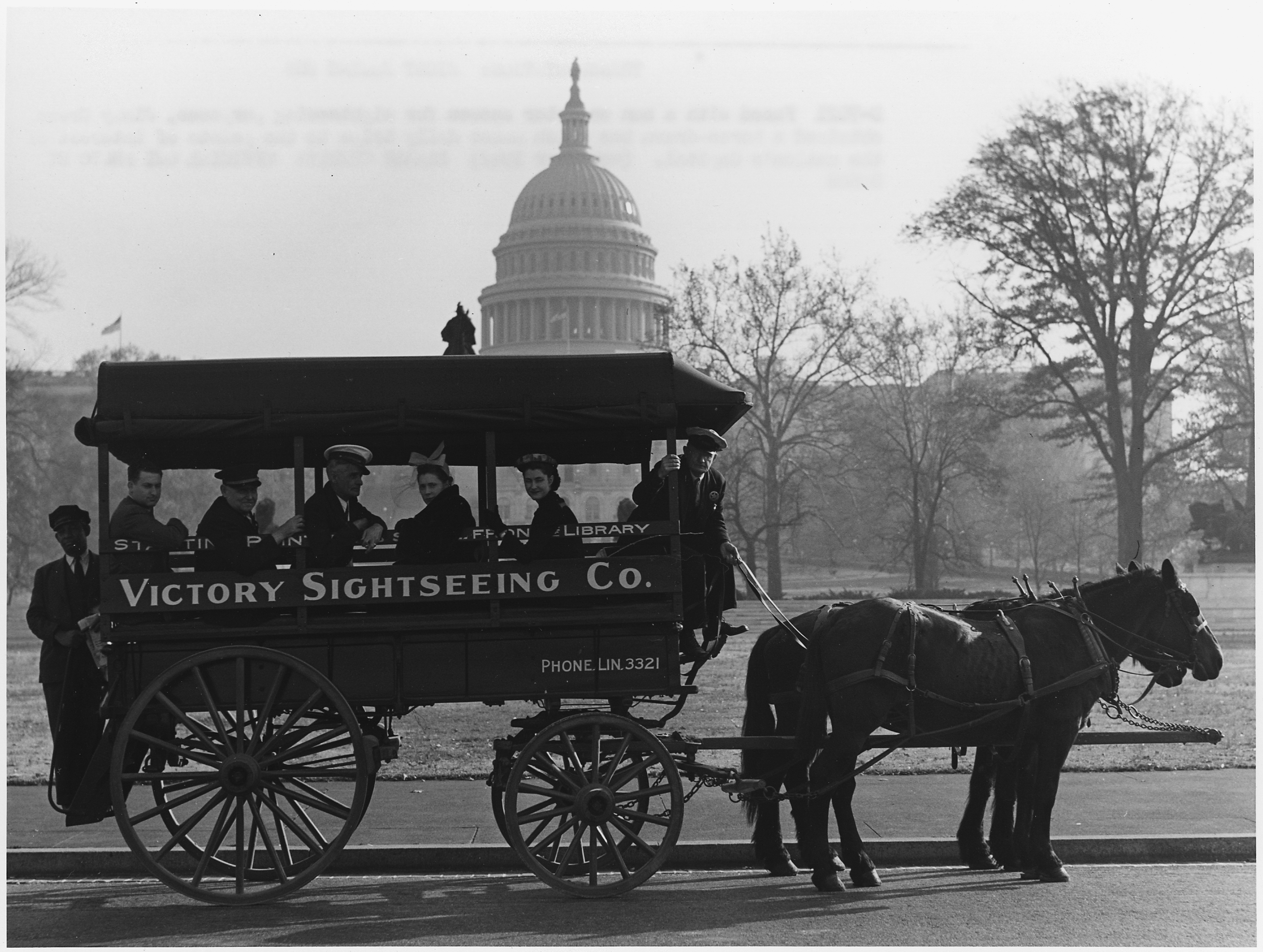
Bus touristique tiré par des chevaux, en 1942.

En 1912, la Russie (en premier) et les États-Unis (en second) ont le plus important cheptel mondial de chevaux. Il y a environ 20 millions de chevaux en mars 1915 aux États-Unis.
Homer Davenport permet l'arrivée aux États-Unis de certains des premiers chevaux arabes de « race pure », dits Al Khamsa. Impressionné par la beauté des animaux qu'il a vu à l'Exposition universelle de 1893, il profite de ses relations avec le président Theodore Roosevelt pour faire financer son voyage d'achat, en 1906, sur un territoire contrôlé par l'Empire ottoman, ramenant 27 reproducteurs depuis la Syrie et le Liban. L'Arabian Horse Club of America est créé en 1908, à partir des enregistrements de chevaux importés du désert par Davenport.
Dans les années 1930, il existe une douzaine d'associations proposant d'enregistrer un Quarter Horse selon des critères particuliers à chacune. Durant les années 1940, l'American Quarter Horse Association rassemble ce milieu associatif divisé. 
La motorisation croissante réduit le besoin de chevaux comme animaux de travail, aussi les populations diminuent. Un recensement de l'USDA en 1959 montre que la population de chevaux est tombée à 4,5 millions. En 1961, la population chevaline américaine est estimée à 2 367 000 têtes par C. J. Mortensen. Les chiffres ont commencé à rebondir quelque peu, et en 1968, il y aurait environ 7 millions de chevaux, principalement utilisés pour l'équitation : cette augmentation est entre autres du fait de la mode pour le cheval arabe. Le prix des chevaux arabes augmente à partir de la fin des années 1960. Un centre d'élevage s'implante à Scottsdale et dans ses environs, finissant par jouer un rôle important sur la scène mondiale. Le premier championnat national américain de la race est tenu en 1958. Le Dr Eugène LaCroix importe en 1963 l'étalon polonais Bask, qui génère des revenus considérables à chacune de ses apparitions,. En 1973, les États-Unis comptent environ 100 000 chevaux arabes. En 1984, une jument de 4 ans issue de la lignée de Bask est vendue pour deux millions de dollars. Cette popularité s'explique par le système de taxes en place. L'intérêt des investisseurs est entretenu par de nombreuses publications spécialisées qui commentent la découverte de nouvelles lignées et listent les meilleurs reproducteurs, ainsi que par la tenue régulière de shows (concours de modèles et allures) mettant en valeur la beauté de ces chevaux. La réforme fiscale américaine de 1986 entraîne un effondrement du marché, puis l'envoi de nombreux chevaux arabes américains à l'abattoir.
À partir des années 1980, le test ADN se répand pour tester les origines des chevaux, remplaçant peu à peu le simple registre généalogique basé sur la déclaration des parents et le signalement des marques de chaque cheval.

## Pratiques et usages
Les États-Unis sont devenus l'un des plus importants acteurs économiques du monde équestre, aussi bien dans le domaine des sports que pour l'équitation de loisir. En 2015, environ 4,6 millions de citoyens américains travaillent en relation avec le cheval,.

### Travail de ranch et équitation western
La majorité des chevaux américains sont élevés pour répondre aux besoins du travail de ranch. Dans l'Ouest américain, ils sont historiquement montés par les cow-boys pour permettre la gestion et la conduite du bétail sur de très vastes étendues.
L'équitation western a été développée et codifiée aux États-Unis à partir de ce travail de ranch.
Lorsque les courses sur un quart de mile ont perdu de l'importance, le Quarter Horse s'est imposé comme le type même du cheval de travail de bétail, d'usage dans les régions de campagne. Son élevage s'est répandu dans tout le Sud-Ouest des États-Unis, en remplacement du Mustang qui a reculé sous l'effet de la colonisation.

### Shows et parades
De nombreuses exhibitions de chevaux (shows) sont organisés dans tous les États-Unis. Un type spécifique de morphologie est recherché, avec de grands yeux, de longues jambes et une « jolie » tête. Cette tendance, appelée « arabisation » du modèle, touche toutes les races de chevaux élevées pour le show en Amérique du Nord, du Trait belge jusqu'au cheval miniature américain.

### Sport hippique
Les colons anglais arrivés sur la côte Atlantique se sont intéressés aux courses de chevaux, un sport très populaire dans les îles britanniques. En 1664, avec la conquête de La Nouvelle-Amsterdam devenue « New York », un hippodrome de style proche de ceux qui existent en Angleterre y est créé. Le sport hippique se développe dès lors un peu partout dans l'Est des États-Unis, avec une grande variété de disciplines, allant des courses au galop sur longue distance aux courses de trot, en passant par les courses à l'amble. Les courses au trot et à l'amble sont les plus populaires, car ces allures sont recherchées par les habitants locaux pour effectuer leurs longs voyages.
La sélection de la race Standardbred au début du XIXe siècle provient des courses de trot, et de leur plus grande popularité que les courses à l'amble. Le American Trotting Register est créé en 1868 par J. H. Wallace, la National Trotting Association voit le jour deux ans plus tard. Le célèbre cheval Messenger est un important fondateur de cette race.
Le Quarter Horse est la seconde race américaine sélectionnée à partir des courses, originellement sur une distance d'un quart de mile, d'où son nom. Bien que son élevage ait été organisé seulement au XXe siècle, son origine est bien plus ancienne, puisque les courses de quarter sont documentées dès les années 1740 et 1750.

### Traction hippomobile et agricole

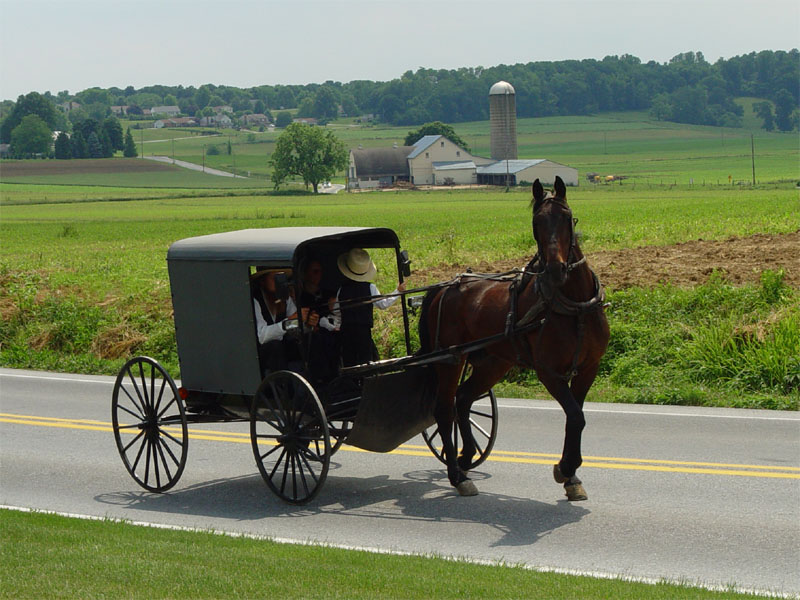
Véhicule hippomobile Amish en Pennsylvanie.

En 2015, d'après Stephen Leslie, plus de 25 000 Américains effectuent des travaux agricoles avec le cheval. Les communautés Amish, Mennonites et Brethren utilisent en effet le cheval pour tous leurs déplacements et tous leurs travaux agricoles, laissant supposer que cette activité continuera de croître à l'avenir. Ces communautés permettent aussi une préservations des techniques de travail au cheval de trait dans les États-Unis. Au contraire de la majorité des autres éleveurs américains, les Amish recherchent des modèles de chevaux de trait adaptés au travail, avec une encolure robuste et des jambes plus courtes que celles des chevaux de show.

## Élevage
Les États-Unis ont la plus importante population de chevaux au monde, devant le Mexique et la Chine, avec 10 350 000 têtes recensées en 2013 par la FAO. Chris J. Mortensen indique sur la base des données de la FAO la présence d'un cheptel de 10 300 000 têtes en 2014, tandis qu'en 2008, l′United States Equestrian Federation (USEF) donnait une estimation de 9,2 millions. 
Parmi eux, environ 82 000 sont des chevaux féraux, qui parcourent librement certaines parties du pays, en particulier dans l'Ouest américain.

### Races élevées

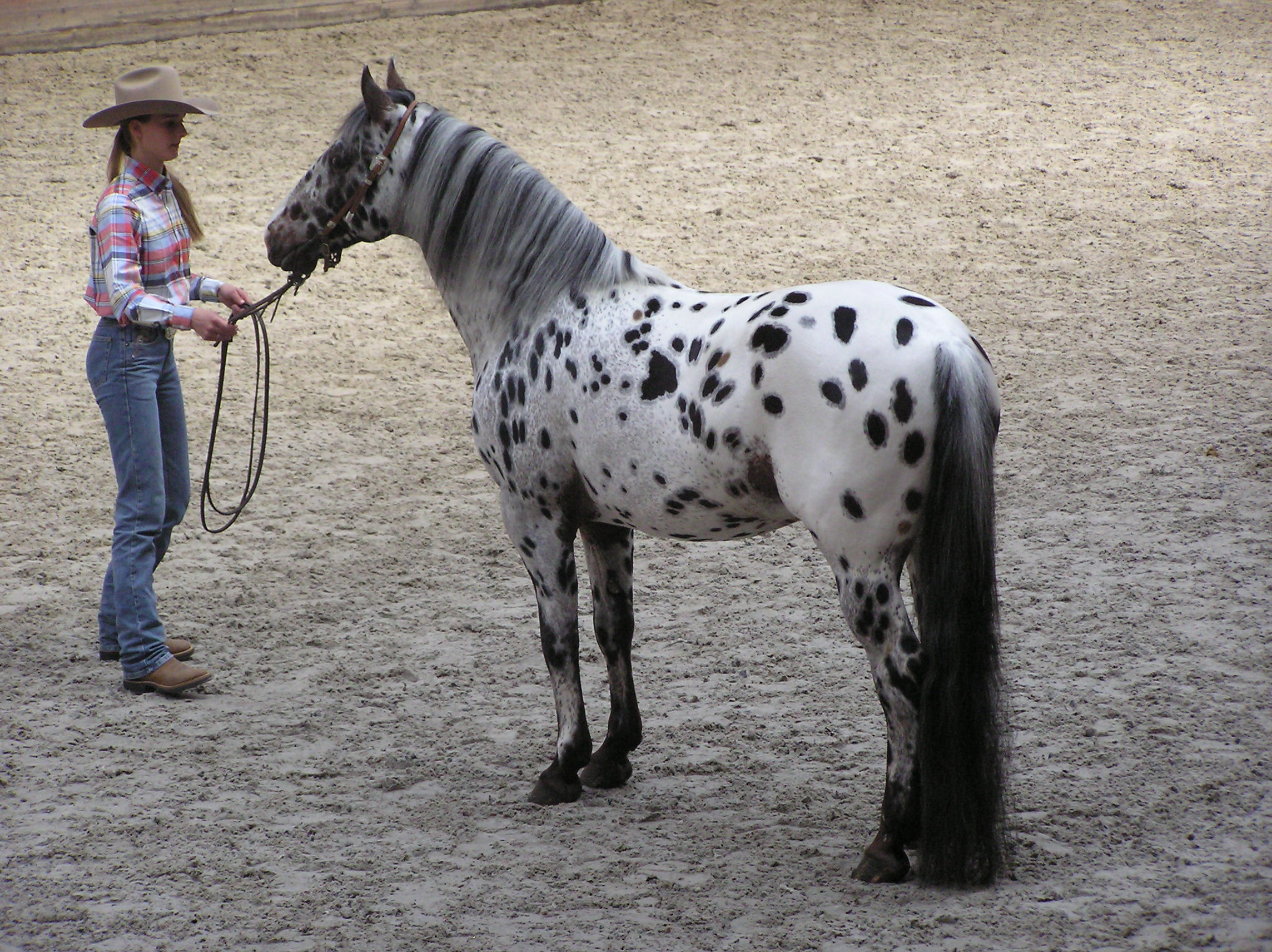
Un étalon Appaloosa, l'une des races de chevaux américaines les plus populaires.

Les races de chevaux américaines sont très nombreuses, et sélectionnées de façon poussée, sur leurs qualités comportementales, leurs couleurs de robe et leurs allures. Elles présentent en général un type très affirmé, et un grand succès sur le marché d'exportation international. Il est difficile de les comptabiliser, car nombre de ces races résultent de croisements plus ou moins récents. C'est par exemple le cas du Morab qui provient du croisement entre le Morgan et l'Arabe, et du National Show Horse qui résulte du croisement de l'American Saddlebred avec l'Arabe. En ajoutant à cette liste les registres de couleur (Palomino, Pinto, Buckskin...) et les races d'origine étrangère importées aux États-Unis, plus de 90 races et registres de chevaux existent dans toute l'Amérique du Nord.
Les races américaines les plus populaires sont le Quarter Horse, l'Appaloosa et le Paint Horse. L′American Quarter Horse Association enregistre des millions de chevaux et réalise un chiffre d'affaires de plusieurs milliards de dollars chaque année, en comptant les éleveurs et les acheteurs. Le Texas s'est imposé comme le principal État éleveur de Quarter Horse.
Le mot anglo-américain Mustang dérive d'une racine espagnole ; il arrive aussi que ces chevaux soient nommés « broncos ». L'intérêt pour le cheval colonial espagnol a entraîné, à la fin du XXe siècle, la création de multiples registres pour ces animaux réputés proches de leurs ancêtres introduits par les colons : Spanish Barb, American Mustang, Indian Horse, etc.

### Maladies et parasitisme
La fièvre équine du Potomac, causée par Neorickettsia risticii, a été identifiée pour la première fois en 1979 dans l'Est des États-Unis, près du fleuve Potomac, d'où son nom ; depuis, elle a été décrite dans la plupart des États américains, bien que les cas soient plus fréquents dans le nord-est, le centre du littoral atlantique et l'ouest du pays. Un cas est détecté à Shenandoah, en Virginie, en juillet 2021.
Les États-Unis sont régulièrement touchés par la fièvre du Nil occidental, avec une épidémie dans la ville de New York en septembre 1999.

## Culture
L'Ouest américain est indissociablement lié à l'image du western, du cow-boy et du Mustang, présenté comme un « cheval sauvage » bien qu'il s'agisse en réalité d'un cheval domestique retourné à l'état sauvage,.
Les Amérindiens des Grandes Plaines sont également devenus « une quintessence de l'épopée américaine », une image romantique classique et l'un des peuples cavaliers les plus renommés, et ce, alors que le cheval ne faisait initialement pas partie de leur culture. Cette image romantique de splendeur et de prospérité des Indiens des plaines perdure, alors que le caractère destructeur de l'échange colombien a été établi, ce que Pekka Hämäläinen résume ainsi : « Pour les chercheurs d'aujourd'hui, la culture du cheval des Indiens des Plaines représente l'anomalie ultime - l'impérialisme écologique à l'avantage des Indiens ».